# 境遇之數
《境遇之數》（：／），為韓國JTBC於2020年9月25日起播出的金土連續劇，由《我的ID是江南美人》的崔成範導演與趙勝熙編劇合作打造。此劇講述一對男女在10年前因誤會而錯過交往機會，不懂愛情且隱藏自己心意的女主角景雨妍，在經歷10年的單戀後，最終與現在才明白她的真心的男主角李修成為戀人的愛情故事。
台灣由friDay影音於9/26起每週六、日，上午10點獨家播出。

## 演員陣容

### 主要人物
| 演員   | 角色   | 介紹 |
| 辛睿恩 | 景雨妍 | 學習美術字1年後在公開徵文比賽中獲獎，現職專業書法家。雖說是書法家，但至今沒有像樣的收入和職業，只是在初中放學後任講師，而且一到放假就要做咖啡店和其他短期兼職。她自18歲起就展開對李修10年的單戀，兩次表白都被拒絕。在三年前第二次表白失敗後，她再也不想單戀下去，面對積極對她展開攻勢的出版社代表俊秀，決定試試發展關係，但這時李修又回來了，成為一起工作的夥伴。原為俊秀的女朋友，後分手。接受李修的感情，成為其女友。李修出國工作後承受不了遠距離而提出分手，一年後開了工作室，這時李修回國再次出現在她面前。 |
| 邕聖祐 | 李修   | 能力和外貌皆出眾的攝影師，仰慕他的女人不計其數。他非常清楚自己很了不起的事實，因此性格冷漠、自私、傲慢，認為自己完全完美，自己比誰都優先，是自戀的化身，因此不會去在意某人的意見或建議。由於他童年時經常目睹父母吵架，自己被置諸不理，因此在父母的自私下成為更利己的人，尤其是在愛情面前。但是當他現在看見雨妍旁邊有俊秀陪著她時，不知道為什麼會感到生氣。後來發現自己喜歡雨妍。雨妍接受自己的感情，成為其男友。受到邀請而出國工作，雨妍承受不了遠距離而提出分手，令他難過不已。一年後回國再次和雨妍相見        |
| 金桐俊 | 溫俊秀 | 隱喻出版社代表，學歷高、外貌好，在富裕和睦的家庭裡成長的男子。在濟州島與雨妍偶遇，當他知道在一年前更換手機號碼後，在電話裏發酒瘋的是她時，感到神奇之外，也感到異常高興，認為兩人是命中註定要有交集的。在曾經錯過初戀的遺憾下，這次他不想再犯同樣的錯誤，決定向雨妍積極表白心意。原為雨妍的男朋友，後分手。 |

### 雨妍與李修的朋友
| 演員                    | 角色   | 介紹 |
| 安恩眞 （童年：安世彬） | 金英熙 | 貿易中小企業代理，夢想是過著平凡的人生，像別人一樣戀愛和結婚。但是她的生活卻在平凡的邊緣，既要贍養孤寡媽媽，又要照顧高中的弟弟，而且學費貸款去年才還清。她比任何人都清楚，貧窮和愛情的化學作用是令人厭惡的。因此，在與男朋友交往10年要決定結婚的時刻，她開始考慮是否要分手。因不想拖累賢在不得已提出分手 |
| 崔燦豪                  | 申賢在 | 高中倫理科教師，英熙交往第10年的男友。雖然長時間的戀愛讓人感到平淡，很難始終如一，但她看到英熙依然充滿熱情，未來的人生方向也是她。但是他感覺到英熙依然不輕易依靠自己，有一些不安感襲來。他以為戀愛10年本已進入穩定期，但最近出現了奇怪的裂縫。英熙提出分手後傷心不已 |
| 白秀敏                  | 韓珍珠 | 檢察官，首爾大學法學系畢業，從小開始成績就非常優秀。她活到現在沒有遇到過難題，但是唯一的人生難題就是戀愛。她的媽媽明明說只要到大學，通過司法考試後就能和像藝人一樣的男人談戀愛，但是現實卻是連個普通的男人都沒有。她經常與同病相憐，無法談戀愛的相赫喝酒訴苦，不知從何時起對相赫看上眼，因開車恍神意外邂逅俊英，後發現俊英是騙子，感到傷心不已，傷心之餘被相赫突如其來告白。被相赫打動接受他的感情，成為其女友。 |
| P.O                     | 陳相赫 | 韓食料理店「今夜」老闆，雖然沒有錢、學歷和外貌，但他是最踏實的人。在別人上大學的時候，他不停地打工，用自己的本錢開始做快餐車的生意。雖然和珍珠一樣是母胎單身，但並不關心戀愛，在蜂擁而至的朋友之中，對珍珠有着特殊的感情，卻不知道那份情誼是友情還是愛情，得知珍珠邂逅俊英內心感到不平衡，發現俊英是騙子。喜歡珍珠，珍珠被欺騙感情後情急下向珍珠告白，珍珠接受感情後成為其男友。                                 |

### 李修的家人
| 演員   | 角色   | 介紹 |
| 金姬貞 | 崔元貞 | 李修的媽媽，著名畫家，擁有氣派的外貌和幹練的態度。她與丈夫因為孤獨而吵架，因爲越吵越寂寞，所以離婚了。她是在離婚後主動建議與前夫做朋友，在20歲相遇，戀愛5年，結婚生活10多年，認為戀愛和生活這麼久，哪有這麼瞭解彼此的朋友，亦捨不得失去這樣的朋友。 |
| 安內相 | 李英煥 | 李修的爸爸，首席法官出身的律師。他與元貞10多年的婚姻生活，經常以忙為藉口忽略了妻子，結果在離婚後反省和後悔，也知道為時已晚。雖然對前妻還有些迷戀，但是怕連朋友都做不到，所以隱瞞了自己的心。                                                        |

### 雨妍的家人
| 演員   | 角色   | 介紹                                                               |
| 趙蓮   | 朴美淑 | 雨妍的媽媽，適當地多情、適當地潑辣的女人，一輩子做全職媽媽和老婆。 |
| 徐尚元 | 景萬浩 | 雨妍的爸爸，曾是大企業的部長，但現在已經退休。                     |

### 其他人物
| 演員   | 角色   | 介紹 |
| 尹福仁 | 吳允子 | 英熙的媽媽，以為只靠愛情生活也能活下來所以結婚。她是以為只要生下孩子，孩子就會自動成長的不負責任媽媽，罹患胃癌第三期。                   |
| 金丹律 | 金哲秀 | 英熙的弟弟，雖然成績很好也很努力，但是知道沒有財力是不可能成功的。他代替對子女漠不關心的媽媽關愛姐姐，並希望姐姐能快點結婚得到希望幸福。 |
| 吳熙俊 | 閔相植 | 隱喻出版社編輯，俊秀的大學同學。他性格公私分明，能切換朋友模式和職員模式。雖然自稱是俊秀的戀愛諮詢師，但實際上並沒有給出多少建議。       |

### 特別出演
| 演員   | 角色   | 介紹                                                                                   |
| 禹賢   | 韓作家 | 被俊秀到濟州島追收稿件的作家。                                                         |
| 楊秉烈 | 俊英   | 飲料店員工，想追求珍珠的假首爾大學學生，後被相赫發現是傳銷騙子，接近珍珠只是為了賺錢。 |

## 原聲帶
- Part.1（發行日期：2020年9月26日）

| 曲序 | 曲目                 | 演唱   | 时长 |
| ---- | -------------------- | ------ | ---- |
| 1.   | 是偶然嗎（우연일까） | 河成雲 | 3:20 |
| 2.   | 是偶然嗎（Inst.）    |        | 3:20 |

- Part.2（發行日期：2020年10月9日）

| 曲序 | 曲目               | 演唱 | 时长 |
| ---- | ------------------ | ---- | ---- |
| 1.   | Highlight          | Ra.L | 3:29 |
| 2.   | Highlight（Inst.） |      | 3:29 |

- Part.3（發行日期：2020年10月10日）

| 曲序 | 曲目                 | 演唱                                   | 时长 |
| ---- | -------------------- | -------------------------------------- | ---- |
| 1.   | Sweet Dream          | J_ust 金采媛 （ 朝鲜语 ： 김채원 (1997년)） ( April ) | 3:18 |
| 2.   | Sweet Dream（Inst.） |                                        | 3:18 |

- Part.4（發行日期：2020年10月17日）

| 曲序 | 曲目                    | 演唱 | 时长 |
| ---- | ----------------------- | ---- | ---- |
| 1.   | I'm Still Here          | Ben  | 4:32 |
| 2.   | I'm Still Here（Inst.） |      | 4:32 |

- Part.5（發行日期：2020年10月23日）

| 曲序 | 曲目                     | 演唱         | 时长 |
| ---- | ------------------------ | ------------ | ---- |
| 1.   | Close Your Eyes          | Bernard Park | 3:47 |
| 2.   | Close Your Eyes（Inst.） |              | 3:47 |

- Part.6（發行日期：2020年10月24日）

| 曲序 | 曲目                    | 演唱   | 时长 |
| ---- | ----------------------- | ------ | ---- |
| 1.   | 为何会不明白?           | 邕圣祐 | 4:23 |
| 2.   | 为何会不明白？（Inst.） |        | 4:23 |

- Part.7（發行日期：2020年10月31日）

| 曲序 | 曲目            | 演唱             | 时长 |
| ---- | --------------- | ---------------- | ---- |
| 1.   | 彼岸花          | 俞琏静(宇宙少女) | 3:09 |
| 2.   | 彼岸花（Inst.） |                  | 3:09 |

- Part.8（發行日期：2020年11月7日）

| 曲序 | 曲目                  | 演唱     | 时长 |
| ---- | --------------------- | -------- | ---- |
| 1.   | Falling Slow          | Kevin Oh | 3:44 |
| 2.   | Falling Slow（Inst.） |          | 3:44 |

## 收視率
| 集數       | 播出日期   | 標題                     | AGB收視率        |
| 集數       | 播出日期   | 標題                     | 大韓民國（全國） |
| ---------- | ---------- | ------------------------ | ---------------- |
| 1          | 2020/09/25 | 長久以來的詛咒           | 1.510%           |
| 2          | 2020/09/26 | 風 wind wish             | 1.438%           |
| 3          | 2020/10/09 | 詛咒解開之後             | 1.612%           |
| 4          | 2020/10/10 | 不入虎穴,焉得虎子        | 1.611%           |
| 5          | 2020/10/16 | 比看得見的事物更近       | 1.336%           |
| 6          | 2020/10/17 | 放羊少年不知道的事情     | 1.572%           |
| 7          | 2020/10/23 | 詛咒在某處               | 1.318%           |
| 8          | 2020/10/24 | 錯失的機會 會成為後悔    | 1.131%           |
| 9          | 2020/10/30 | 努力的作用               | 1.442%           |
| 10         | 2020/10/31 | 叫理解的誤會             | 1.529%           |
| 11         | 2020/11/06 | 結束                     | 1.499%           |
| 12         | 2020/11/07 | 比愛深的傷               | 1.412%           |
| 13         | 2020/11/13 | 對待十分愛的那個人的態度 | 1.448%           |
| 14         | 2020/11/14 | 皮諾丘的鼻子會推開愛情   | 1.311%           |
| 15         | 2020/11/27 | 背影的理由               | 1.324%           |
| 16         | 2020/11/28 | 命中註定的人             | 1.260%           |
| 平均收視率 | 平均收視率 | 平均收視率               | 1.422%           |

- 收視最低的集數以藍色表示，收視最高的集數以紅色表示，而空格則表示該集的收視沒有相關數據。

## 同時段作品
週五六時段劇集
- SBS 金土連續劇：《Alice》、《飛吧開天龍》
- Channel A 金土連續劇：《謊言的謊言》

週末時段劇集
- tvN 週末連續劇：《秘密森林2》、《Start-Up》
- OCN 週末連續劇：《Missing：他們存在過》、《Search》、《驚奇的傳聞》
- KBS 2TV 週末連續劇：《Oh！三光公寓！》

## 記事
- 本劇編劇趙勝熙作家為2017年JTBC劇本公募大賽中，網路劇部門的優勝獎得獎者[7]。

## 外部連結
- 韓國JTBC官方網站 （页面存档备份，存于）
- 境遇之數-DAUM

| JTBC 金土劇                                   | JTBC 金土劇                                 | JTBC 金土劇 |
| --------------------------------------------- | ------------------------------------------- | ----------- |
|                                               | 境遇之數 （2020年9月25日 - 2020年11月28日） |             |
| 優雅的朋友們 （2020年7月10日 - 2020年9月5日） | Hush （2020年12月11日 - 2021年）            |             |